# Strada Alexandru Lăpușneanu din Iași
Strada Alexandru Lăpușneanu din Iași (fosta Uliță Sârbească) este o stradă cvasi-pietonală din municipiul Iași, situată în centrul orașului și caracterizată printr-o densitate crescută de obiective și evenimente culturale. Este parte a perimetrului special de protecție „Centrul istoric și Curtea Domnească” (cod de clasificare IS-I-s-A-03504 din Lista monumentelor istorice din județul Iași).
Principala atracție turistică situată pe această stradă este Casa Catargiu – azi sediu al Muzeului Unirii – proprietate, de-a lungul timpului, a a mai multor familii boierești (Costache Catargiu, Constantinică Palade, Mihalache Cantacuzino-Pașcanu) și reședință a lui Alexandru Ioan Cuza și a Regelui Ferdinand I.

## Descriere

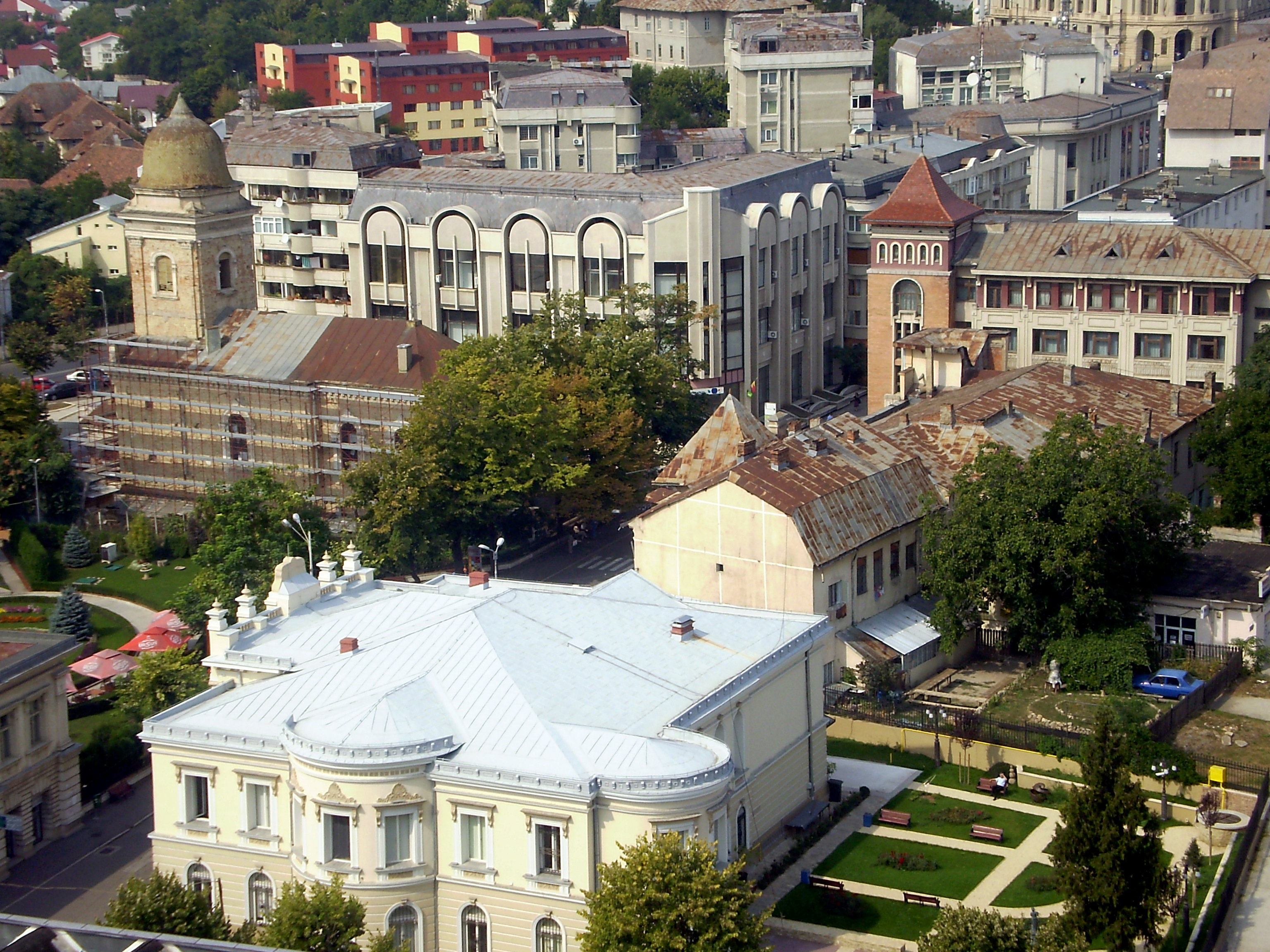
Vedere aeriană asupra străzii Alexandru Lăpușneanu. Se pot distinge Muzeul Unirii, Biserica Banu și Palatul Telefoanelor

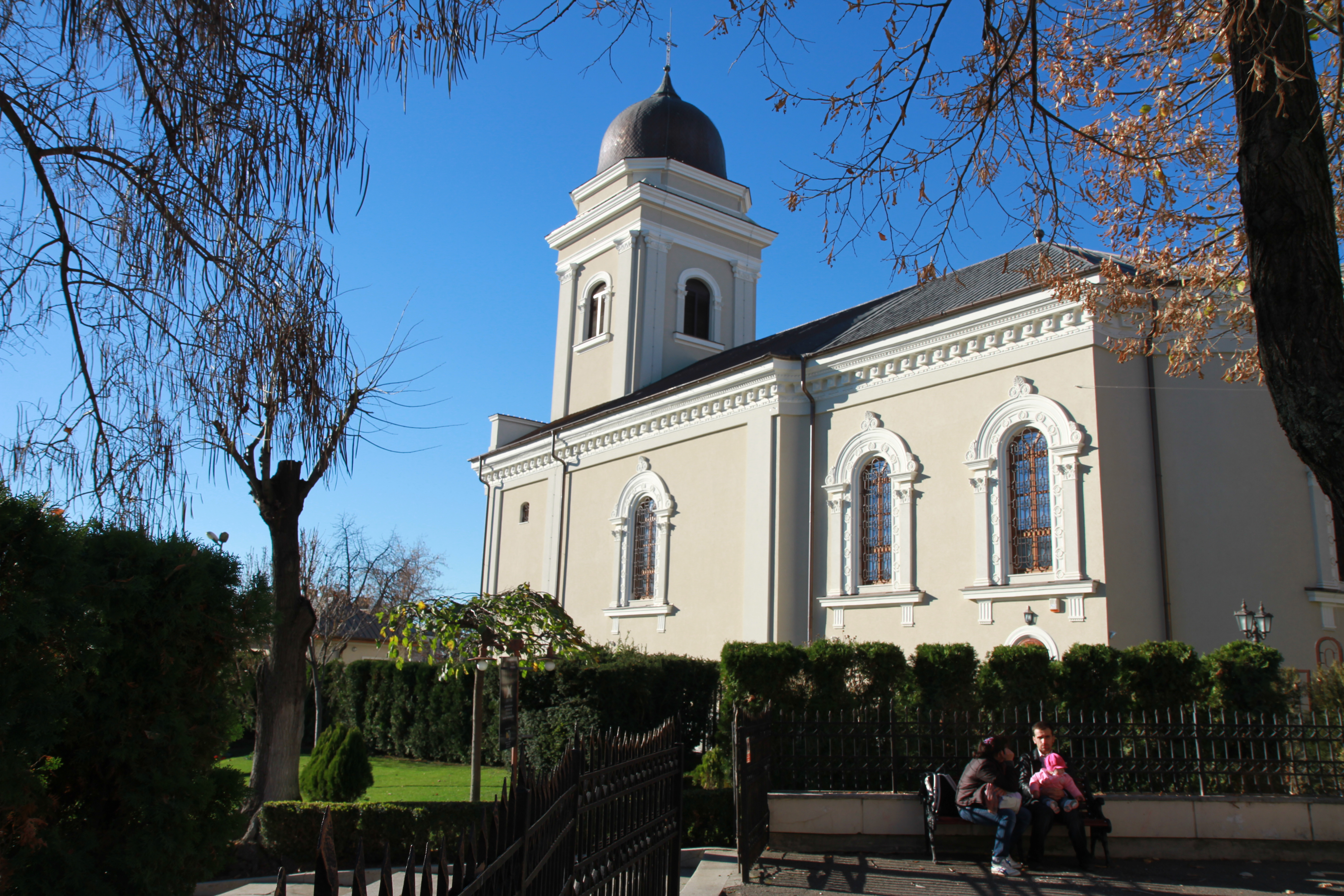
Biserica Banu văzută dinspre strada Alexandru Lăpușneanu

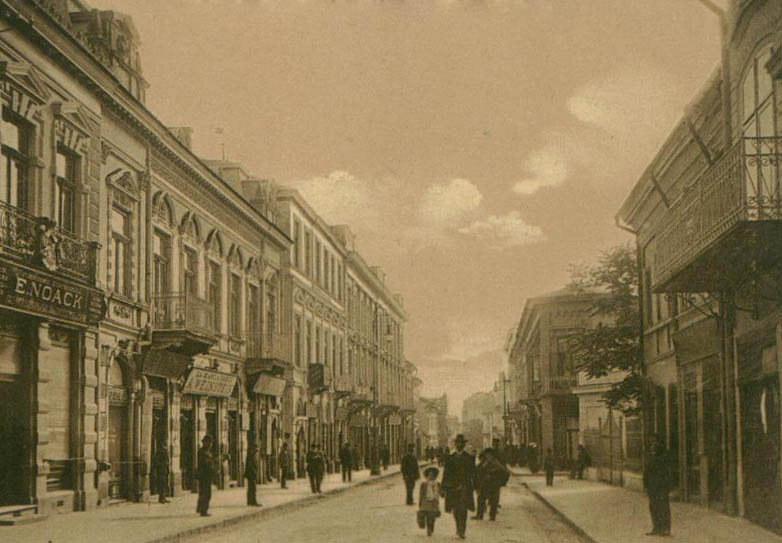
Vechea stradă Alexandru Lăpușneanu

Strada începe în Piața Unirii (cu laterala nordică a Hotelului Traian și Hotelul Astoria) și se termină în Piața Mihai Eminescu (cu Palatul Telefoanelor și Corpul R al Universității Alexandru Ioan Cuza). A fost („[...] era artera cea mai animată a vechiului Iași, fiind locul preferat de promenadă a ieșenilor de altădată”) și este o stradă pietonală ce unește centrul istoric de zona universitară și de relaxare din Copou. Strada era căutată pentru restaurantele, cafenelele, cofetăriile, grădinile de vară și berăriile sale.
Este o stradă culturală, aici fiind situate diverse galerii de artă, muzee, cinematografe și tarabele buchiniștilor. În ultimii ani, aici se desfășoară festivaluri precum Noaptea Albă a Culturii, Festivalului Străzii Lăpușneanu sau Festivalul Umbrelelor.

## Istoric
La începutul secolului al XIX-lea, ulița Sârbească (denumirea de la acea vreme a străzii) făcea legătura intre ulița Goliei (actuala stradă Cuza Vodă) și Podul Hagioaei (în prezent Bulevardul Independenței), trecând pe lângă biserica Mitocul Maicilor și unindu-se cu ulița Lipscanilor (strada Vasile Conta) în prelungire până Biserica Sfântul Nicolae cel Sărac,  înspre Copou. La mijlocul secolului al XIX-lea, ulița Sârbească a fost inclusă pe toată lungimea sa – prin Regulamentul Organic din 1832 – în proiectului numit Ulița Mare, alături de Podul Verde (Bulevardul Carol I de azi). Prin resistematizare, lungimea străzii a fost redusă semnificativ (de la 602 m în 1819), prin construcția piețelor Unirii și „Mihai Eminescu”.
A fost denumită astfel în 1866, în onoarea lui Alexandru Lăpușneanu, cel care a mutat capitala Principatului Moldovei de la Suceava la Iași (în 1564).

## Monumente istorice
- Casa Drossu (IS-II-m-B-03929)
- Muzeul Unirii din Iași (IS-II-m-A-03930)
- Casa Hălăceanu (IS-II-m-B-03931)
- Palatul Telefoanelor (IS-II-m-B-03932)

## Personalități care au locuit pe strada Alexandru Lăpușneanu
- Alexandru Ioan Cuza (între 1859-1862) și Regele Ferdinand I (între 1916-1918)  în Casa Catargiu/Palatul Cuza, actualul Muzeu al Unirii)
- Heimann Hariton Tiktin (în Casa Kieser)[10]
- Hariclea Darclée (într-un apartament din Hotel d'Europe)[10]
- Mihai Eminescu (în 1875, cu chirie în casa Madame Alexandre/Lepădatu)[10]
- Alexandru D. Xenopol (în casa Valter)[10]
- Miluță Gheorghiu (pe la 1930 în casa maiorului V.A. Vasiliu)[11]

## Strada Alexandru Lăpușneanu în literatură
Strada este subiect sau pretext pentru desfășurarea acțiunii unor lucrări ale literaturii clasice:
- Ion Luca Caragiale, „Monopol” (schiță din 1907)
- Mihail Sadoveanu, „Strada Lăpușneanu. Cronică din 1917” (1921); „Prieteni” (nuvelă)
- Liviu Rebreanu, „Adam și Eva” (roman din 1925)
- Cezar Petrescu, „La Paradis general” (1930)